# Perserschutt

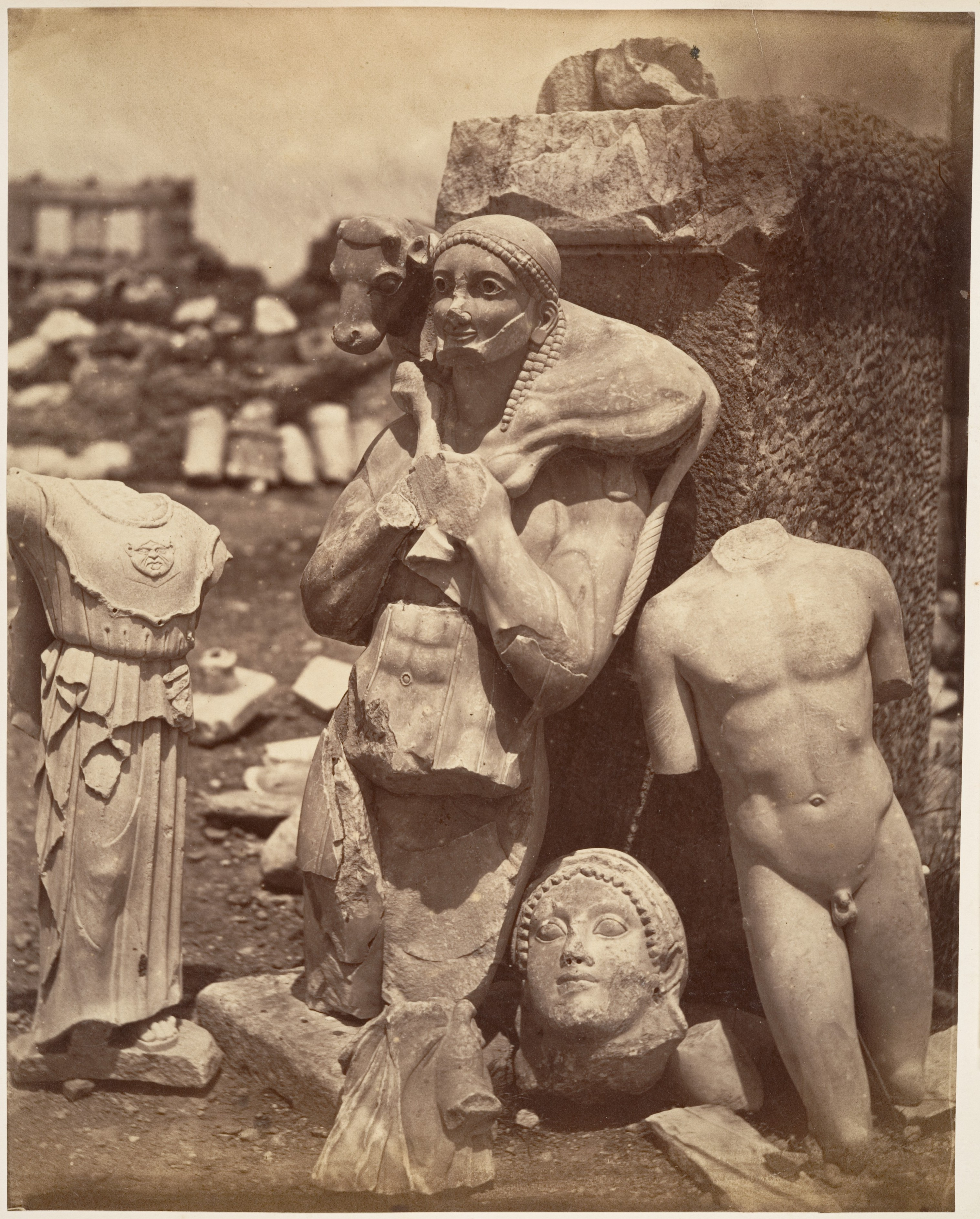
Funde aus dem Perserschutt, Akropolis von Athen, 1866. Angelitos-Athena (links), Kalbträger (mitte), Kritios-Knabe (rechts).

Als Perserschutt werden die Schutt- und Planierungsschichten bezeichnet, die durch die Aufräumarbeiten nach Plünderung und Zerstörung der Heiligtümer auf der Akropolis in Athen während der persischen Besetzung 480/479 v. Chr. entstanden sind.

## Entstehung
Im zweiten Krieg der Griechen gegen die Perser zog der Perserkönig Xerxes I. mit einem Heer von über 100.000 Mann nach Griechenland. Als es zur ersten Schlacht bei den Thermopylen und zeitgleich zur Seeschlacht von Kap Artemision kam, fielen auf Seite der Griechen der Spartanerkönig Leonidas und seine 300 Mann starke Leibgarde samt Hilfstruppen bei der vergeblichen Verteidigung des Thermopylenpasses, die den Rückzug des griechischen Bündnisheeres und die Lösung der griechischen Flotte vom Feind gewährleisten sollte. Viele Griechen standen ohnehin auf persischer Seite. Nach der Niederlage stand den Persern daher Mittelgriechenland offen, und damit auch Athen, neben Sparta ihr wichtigster Feind in Hellas. Infolgedessen kam es zur vorläufigen Eroberung und Plünderung Attikas und Athens durch die Perser.
Athen wurde nach der Schlacht bei den Thermopylen evakuiert, die meisten Athener flohen auf die Insel Salamis. Die Perser besetzten derweil die Stadt und nahmen nun Rache für die Zerstörung ihrer eigenen Heiligtümer durch griechische Truppen während des Ionischen Aufstands, als sich ein athenisches Kontingent an der Eroberung und Brandschatzung von Sardeis beteiligt hatte: Vor allem die Tempel auf der Akropolis wurden nun gezielt verwüstet oder völlig zerstört. Das Ausmaß der Zerstörungen im übrigen Stadtgebiet ist hingegen unklar. Nach dem Abzug der Perser versuchten die Athener nicht, das Wenige an Architekturresten und Weihgeschenken auf der Akropolis, das übrig geblieben war, wieder instand zu setzen oder zu reparieren. Als Besitz der Gottheit wurden die entweihten Kultgegenstände und Kunstwerke vielmehr feierlich in den mächtigen Auffüllschichten niedergelegt, mittels deren die zuvor unregelmäßige Oberflächenstruktur der Akropolis auf ein deutlich höheres, einheitliches Niveau für die neue Bebauung gehoben wurde. Diese Füllschichten stellen den sogenannten Perserschutt dar. Viele der später errichteten Tempel und Bauwerke wurden auf dieser Auffüllung errichtet, sofern man für sie nicht – wie vermutlich beim Parthenon – die Fundamente der Vorgängerbauten wiederverwandte.
Auch wenn sich die Verwüstungen auf die Akropolis konzentrierten, so waren dennoch weitere wichtige Stadtbezirke betroffen. Dazu zählen wohl die Zerstörung des Telesterions und vieler Gebäude auf der Agora, unter anderem des Tempels für Apollon Patroos, die Stoa Basileios und das alte Bouleuterion, um nur einige zu nennen.

## Ausgrabungen
Die ersten archäologischen Befundaufnahmen des 'Perserschutts' der Akropolis erfolgten zwischen 1863 und 1866 durch den französischen Archäologen Charles Ernest Beulé. Wirkliche Tiefgrabungen erfolgten von 1885 bis 1890 unter dem Archäologen Panagiotis Kavvadias, unterstützt von den Architekten und Bauforschern Wilhelm Dörpfeld und Georg Kawerau. Es fanden sich bei den Untersuchungen viele Werke und Fragmente der plastischen Kunst. Zahlreich waren unter den Funden die Mädchenstatuen,  Koren, die einst als Weihgeschenke auf der Akropolis aufgestellt wurden. Die Giebelskulpturen mehrerer archaischer Tempel, die vermutlich auf der Akropolis gestanden haben, waren ebenso unter den Funden aus den freigelegten Schuttschichten. Auch der Torso des Kritios-Knaben, der berühmte Kalbsträger und die sogenannte Angelitos-Athena, eine archaische Athenastatue im Peplos mit Ägis, gehören zu den bedeutenden Funden der entsprechenden Ausgrabungen.
Die Ausgräber und in der Folge die Archäologen glaubten lange Zeit, mit den Funden aus dem Perserschutt fest datierte Monumente vor sich zu haben. Schließlich mussten sie ja vor 480/479 v. Chr., dem Zeitpunkt der Zerstörung der Akropolis, fertiggestellt gewesen sein, so die Argumentation. Nachuntersuchungen und kritische Sichtung der Ausgrabungsdokumentation ergaben jedoch, dass die Ausgrabungen erstens recht hastig durchgeführt und zweitens unzureichend dokumentiert wurden. Insbesondere für den Kritios-Knaben wurde in der Folge die Zugehörigkeit zur Zerstörungsschicht in Frage gestellt; eine Frage, die bislang nicht beantwortet werden konnte, zumal die eigentliche Zerstörungsschicht im archäologischen Befund aufgrund der späteren Aufräumarbeiten nur stellenweise zu fassen ist. Hinzu kommt der Umstand, dass nicht einzuschätzen ist, woher all das Material stammte, das für Aufschüttung und Terrassierung eingesetzt wurde. Denn die Zerstörungen hatten ja alle Teile der Stadt erfasst, und allein auf der Agora wurden unter anderen der Tempel des Apollon Patroos, die Stoa Basileios und das alte Bouleuterion ersetzt, ihre Trümmer folglich entsorgt. Gleichzeitig wurde in der Forschung aber auch betont, dass die Ausgräber des 19. Jahrhunderts die Bedeutung ihrer Funde durchaus erkannten und die Dokumentation ihrer Arbeit daher vergleichsweise sorgfältig vornahmen.
In Angriff genommen wurden die Terrassierungsarbeiten auf der Akropolis, die mit einer Erweiterung des Burgareals unter Kimon einherging, wahrscheinlich nicht vor 468 v. Chr., nachdem in der Schlacht am Eurymedon auch die Spätphase der Perserkriege beendet wurde. Jetzt konnten die finanziellen Mittel freigestellt werden, um ein derart ehrgeiziges Vorhaben umzusetzen. Die Arbeiten scheinen sich dem archäologischen Befund nach bis in die fünfziger Jahre des 5. Jahrhunderts v. Chr. hingezogen zu haben. Als die Bauarbeiten am Parthenon im Jahr 447 v. Chr. aufgenommen wurden, mussten die Nivellierungsarbeiten spätestens abgeschlossen gewesen sein. Erst dieses Datum stellt also den eigentlichen festen Datierungspunkt dar, vor dem alle im sogenannten Perserschutt gefundenen Kunstwerke entstanden sein müssen. Wie viele Jahrzehnte vorher, lässt sich anhand des Perserschutts jedoch nicht ermitteln.